# Premature
 (juillet 2017).
Si vous disposez d'ouvrages ou d'articles de référence ou si vous connaissez des sites web de qualité traitant du thème abordé ici, merci de compléter l'article en donnant les références utiles à sa vérifiabilité et en les liant à la section « Notes et références ».
Pour plus de détails, voir Fiche technique et Distribution.
Premature est un film américain réalisé par Dan Beers sorti en 2014.

## Synopsis
Rob Crabbe, lycéen ordinaire et maladroit, se trouve piégé dans une boucle temporelle dans laquelle il revit la même journée qui s'achève toujours de la même façon : une éjaculation précoce.
Il va devoir trouver comment mettre un terme à cette boucle…

## Fiche Technique
Sauf indication contraire, les informations mentionnées dans cette section peuvent être confirmées par la base de données cinématographiques IMDb,  présente dans la section « Liens externes ».
- Titre Original : Premature
- Réalisation : Dan Beers
- Scénario : Dan Beers	, Mathew Harawitz
- Production : Karen Lunder, Aaron Ryder
  - coproduction : Robin Sweet
- Musique : Nick Urata
- Photographie : Jimmy Lindsey
- Montage : Robert Nassau
- Direction Artistique : John Paino
- Décors : Nicole LeBlanc
- Costumes : Amela Baksic
- Sociétés de production : FilmNation Entertainment, Resnick Interactive Development
- Pays d'origine :  États-Unis
- Langue originale : anglais, français
- Format : couleur - 35 mm - 2,35:1 (Panavision) - son Dolby Digital / DTS / Dolby Atmos
- Genre : comédie, fantasy
- Durée : 93 minutes

## Distribution
Sauf indication contraire, les informations mentionnées dans cette section peuvent être confirmées par la base de données cinématographiques IMDb,  présente dans la section « Liens externes ».
- John Karna : Rob Crabbe
- Katie Findlay : Gabrielle
- Craig Roberts : Stanley
- Carlson Young : Angela Yearwood
- Alan Tudyk : Jack Roth
- Brian Huskey : Principal Hanse
- Steve Coulter : Jim Crabbe
- Elon Gold : Mr. Hughes
- Cara Mantella : Ms. Hartnett